# Condado de Abbasabad
O condado de Abbasabad (em persa: شهرستان عباس‌آباد) se localiza no mar Cáspio, na província de Mazandaran ao norte do Irã.
O condado foi desanexado do condado de Tonekabon e estabelecido em 2009.

## Geografia
A capital do condado é Abbasabad.
No censo de 2006, sua população era de 45 589 habitantes, em 12 694 famílias.
O condado está subdividido em dois distritos: Kelarabad e Salman Shahr e possui três cidades, Abbasabad, Kelarabad e Salman Shahr.